# Seaton Tramway
| Wagen der Seaton Electric Tramway im Bahnhof Seaton (2007)                                                                                              |        |                                           |                                           |
| Streckenlänge: | 4,8 km |                                           |                                           |
| Spurweite: | 838 mm |                                           |                                           |
| |        |                                           |                                           |
| \| \| \| Seaton und Riverside Depot \| \| \| \| Colyford \| \| \| \| A3052 \| \| \| \| Colyton \| \| \| \| Stillgelegte Strecke nach Seaton Junction \| |        |                                           |                                           |
| U-Bahn-Kopfbahnhof Streckenanfang |        | Seaton und Riverside Depot                | Seaton und Riverside Depot                |
| U-Bahn-Haltepunkt / Haltestelle |        | Colyford                                  | Colyford                                  |
| U-Bahn-Bahnübergang |        | A3052                                     | A3052                                     |
| U-Bahn-Haltepunkt / Haltestelle Strecke ab hier außer Betrieb                                                                                           |        | Colyton                                   | Colyton                                   |
| U-Bahn-Strecke (außer Betrieb) |        | Stillgelegte Strecke nach Seaton Junction | Stillgelegte Strecke nach Seaton Junction |

Die Seaton (Electric) Tramway ist eine elektrisch betriebene Schmalspurbahn, die zwischen den Orten Seaton und Colyton in Ostdevon in Großbritannien verkehrt.

## Geschichte
Die Seaton Electric Tramway wurde im Jahr 1970 auf der im Jahr 1966 aufgegebenen Nebenstrecke eröffnet und wird ausschließlich für touristische Zwecke verwendet. Am Anfang waren acht Wagen auf der Strecke unterwegs. Diese verkehrten ursprünglich auf einer etwa einen Kilometer langen Strecke im Ort Eastbourne, unter der Bezeichnung Eastbourne Electric Tramway. In den Jahren 1969 und 1970 wurden die Wagen aus dem etwa 140 Kilometer entfernten Eastbourne, wo auch die meisten der Wagen gefertigt wurden, nach Seaton transportiert. Am Anfang gab es noch keine Oberleitung, die Energieversorgung erfolgte aus Batterien, die in einem Batteriewagen untergebracht waren und der vom Triebwagen gezogen wurde. Im September 1973 wurde die Oberleitung fertiggestellt und das letzte Stück der Seaton Tramway bis nach Colyton wurde im Jahr 1980 eröffnet. Im Jahr 2009 verkehrten 11 Fahrzeuge auf der Strecke, über 100.000 Besucher pro Jahr werden transportiert.

## Streckenführung

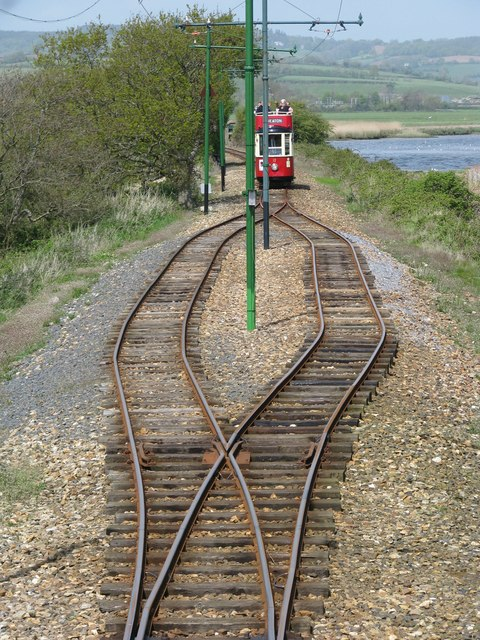
Passierstelle am Axe

Die Strecke folgt dem River Axe in dessen Tal und durchquert die zwei Naturreservate, Seaton Marshes und Colyford Common. Vom Zug aus ist es möglich, die Tierwelt, vor allem Vögel in den Reservaten zu beobachten. Die Strecke verbindet die am Ärmelkanal gelegene Stadt Seaton mit der mittelalterlichen Stadt Colyton. In Colyton wird noch das originale Stationsgebäude aus dem Jahr 1868 benutzt. Von dort sind es in das Zentrum etwa 10 Minuten zu Fuß. An der Zwischenstation in Colyford befindet sich, untergebracht in einer Tankstelle aus dem Jahr 1928, ein kleines Motorradmuseum.

## Fahrzeuge
Drei der Fahrzeuge sind Originale aus verschiedenen englischen Städten und stammen aus den Jahren 1904, 1906 und 1921, die anderen sind optisch originalen historischen geschlossenen und offenen Einfachdeckern, bzw. Doppeldeckern mit offenem Oberdeck nachempfundene Nachbauten, letztere allerdings deutlich verkleinert, im Maßstab 2:3 oder 1:2.

## Belege
1. ↑  http://www.motorsnippets.com/motormuseums/directory.asp?Letter=M&Museum=Motoring+Memories
2. ↑  Fleet List. Abgerufen am 22. Juli 2024 (englisch).